# Bugiri (district)
Bugiri is een district in het oosten van Oeganda.
Bugiri telt 426.522 inwoners op een oppervlakte van 5701 km² (waarvan 1493 km² land). Het district ligt aan de noordelijke oever van het Victoriameer.

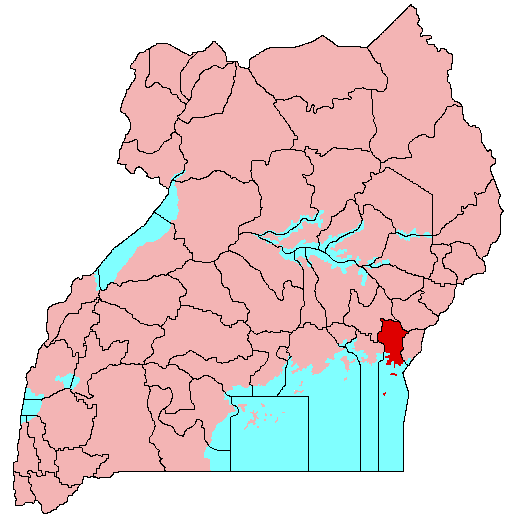
Het district voor 2010, toen het district Namayingo werd afgesplitst